# Саффи (мультфильм)
«Саффи» — мультфильм совместного производства Венгрии, Канады и ФРГ.
По мотивам оперетты «Цыганский барон» и новеллы «Цыганский барон» Мора Йокаи. Мультфильм снят к 100-летию оперетты «Цыганский барон», которую создал Иоганн Штраус (сын) в 1885 году.

## Сюжет
Ещё в младенчестве были обручены Йонаш и Саффи. Но несколько лет назад из-за войны их отцам пришлось покинуть Венгрию. По дороге маленькую Саффи унесло половодьем. Её спасла и вырастила добрая колдунья Цафринка.
После окончания войны и объявления прощения беженцам выросший в цыганском таборе Йонаш решил вернуться домой и возвратить своё родовое имение. Но это оказалось не так просто — у местного губернатора свои виды на земли Ботшинкаев: в них, согласно молве, отец Саффи Ахмет-паша зарыл свои сокровища, столь необходимые губернатору, чтобы наполнить растраченную казну и расплатиться с многочисленными долгами.

## Создатели
- Авторы сценария — Аттила Даргаи, Йожеф Непп, Йожеф Рохмани
- Режиссёр — Аттила Даргаи
- Операторы — Арпад Лошонци, Ирэн Хенрик
- Художники-мультипликаторы — Иван Енковски, Мария Жилли, Эдит Салаи, Янош Ужак, Эдит Хернади
- Художники-декораторы — Йожеф Непп, Бела Мадяркути, Гизелла Чато
- Композитор — Тамаш Дароци Бардош
Также исполнялись произведения Иоганна Штрауса

## Перевод на русский язык
В 1986 году фильм был дублирован на киностудии имени М. Горького. Роли дублировали: Василий Маслаков (Йонаш), Надежда Евдокимова (Саффи), Нина Никитина (Цафринка), Наталья Гурзо (Арзена), Игорь Ясулович (Пуззола), Олег Мокшанцев (губернатор), Юрий Саранцев (Лончер).
Также мультфильм был выпущен на VHS под названием «Сокровища волшебного замка». Одноголосый перевод был выполнен с англоязычной версии мультфильма, названной англ. The Treasure of Swamp Castle — Сокровища Болотного замка. Версия отличается изменёнными именами и этнической принадлежностью героев, имеется ряд эпизодов, вырезанных в советской версии.